# Heilig
Het begrip 'heilig' heeft te maken met heel(heid) en wordt gebruikt als aanduiding van iets waaraan een verheven waarde wordt toegekend. In theïstische religies heeft het betrekking op de bijzondere relatie die iemand of iets heeft met God, die geacht wordt zelf heilig te zijn. Vanwege die relatie kan iets of iemand dan (ge)heilig(d) zijn en tot voorbeeld of voorwerp van verering worden, en met bijzonder respect worden behandeld.
Binnen de verschillende religies heeft het begrip heilige verschillende specifieke betekenissen. Er bestaan diverse manieren om te bepalen of iemand heilig is. Er zijn echter ook pogingen gedaan om een algemene definitie te geven. Een rooms-katholiek onderzoeker stelde in 1987 dat heiligen in verschillende culturen en religies de volgende overeenkomsten vertonen:
- Voorbeeldfunctie
- Bijzondere leraar
- Wonderdoener of bron van goedaardige macht
- Middelaar tussen de godheid en de mens
- Openbaringsrelatie tot het heilige.

## Animisme
In het animisme, zoals de Shinto-religie in Japan, worden bijzondere objecten "heilig" genoemd. Er zijn heilige bergen, rotsen en wouden. Een Polynesisch woord is taboe.

## Boeddhisme
In het Theravada-boeddhisme zijn zowel de Boeddhas als zijn verlichte discipelen (de Sotapannas, Sakadagamis, Anagamis en Arahants) heilig. Iemand kan dus al tijdens zijn leven heilig zijn. Een heilig persoon is iemand wiens geest volledig zuiver is en vrij van begeerte, haat en verwarring.
In het Mahayana boeddhisme en het Tibetaans boeddhisme zijn daarnaast ook de Bodhisattvas heilig.

## Jodendom
In de Tanach, ook wel de Hebreeuwse Bijbel, worden bepaalde voorwerpen voor God gereserveerd, waardoor ze heilig (kadosj) zijn. Het is in de eerste plaats de tabernakel met de  daarbij priesters en de priesterkleding.
Verder zijn heilig: de zevende dag (sabbat) en (tijdelijk) de plaatsen waar God tegenwoordig is, zoals de berg Sinaï.
Sommige voorwerpen zijn het allerheiligst, en alles wat daarmee in aanraking komt is heilig.
Dat geldt bijvoorbeeld voor het offervlees (waarvan alleen de priesters mogen eten) en alles wat daarmee in aanraking is geweest.
Ook sommige recepten zijn heilig, zoals de bereidingswijze van de zalfolie en het reukwerk. Het is verboden om, behalve voor de eredienst, iets volgens dit voorschrift te maken,

## Christendom
In het Nieuwe Testament worden mensen heilig genoemd wanneer zij zijn geheiligd door het doopsel en hun geloof in God, wat door Jezus Christus is verkondigd. In de RKK en de oosters-orthodoxe kerken is een heilige elke christen, in de bovengenoemde betekenis, daarnaast iedereen in de hemel, en ten derde iemand die na zijn dood door de kerkelijke instanties heilig is verklaard vanwege zijn/haar bijzondere levensstijl en daden. Deze persoon krijgt een feest(datum), een patronaat en mag in de publieke eredienst vereerd worden. Voor de instelling van het heiligverklaringsproces werden veel personen als heilig beschouwd omdat zij in de volksdevotie werden vereerd. Veel plaatsnamen en kerkgebouwen herinneren nog aan dergelijke heiligen.
In evangelische gemeenten binnen het protestantisme is iemand heilig zodra hij beslist zijn leven aan de Heer te geven en Zijn wil te volgen.

## Islam
Het begrip 'heilige' is een christelijk concept en als zodanig afwezig in de islamitische leer. In principe wordt binnen de islam het gebruik van 'heilig' uitsluitend bewaard voor God en Zijn Woord.
Antropologen hebben parallellen gevonden tussen opvattingen met betrekking tot de aanbidding van enkele soefi's en het christelijke idee van heiligheid. In sommige landen worden schrijnen van soefistische 'heiligen' bezocht en worden wonderen toegeschreven aan de 'heilige'. Soms wordt daarbij de zonnekalender gebruikt met betrekking tot festiviteiten rondom de 'heilige' in plaats van de voor moslims gebruikelijke islamitische kalender.
Heilig heeft de Arabische stam q-d-s (قدس) en kan worden teruggevonden in Al-Quds (Jeruzalem). In de Koran wordt God tweemaal 'de Heilige' (القدوس) genoemd, in zowel soera De Opdrijving 23 en soera De Aanbidding 1. 'De Heilige' wordt ook als een van de 99 Schone Namen van God gezien. De aartsengel Djibril wordt tot viermaal toe de 'heilige Geest' genoemd. Tweemaal wordt gerefereerd aan de heilige vallei van Towa en eenmaal wordt gesproken in soera De Tafel 21 over het Heilige Land (الأرض المقدس) dat Musa gegeven wordt.
Bij vertalingen van wali (ولي) wordt soms het woord heilig gebruikt, hoewel de stam wali verwijst naar onmiddellijk volgen, het volgende. Een wali is daarmee een iemand die dichtbij staat, bijvoorbeeld een vriend, een helper of een beschermer. In soera Maria 5-6 vraagt Zakariya een wali aan God, waarna hem Yahya wordt gegeven. Ook worden toespelingen gemaakt over dit soort helpende en beschermende vriendschap tussen de Helpers en de Emigranten. Daarnaast wordt ook Al-Walay als een van de Schone Namen van God beschouwd.

## Overig
In een aantal religies zijn dieren heilig. Zij zijn aan een god gewijd en maken dus deel uit van een goddelijke orde. In het oude Egypte waren katten en ibissen heilig, maar een bepaalde tekening op zijn huid kon ook een kalf (Apis) heilig maken.